# Montlandon
Montlandon é uma comuna francesa na região administrativa do Centro, no departamento Eure-et-Loir. Estende-se por uma área de 2,86 km². Em 2010 a comuna tinha 249 habitantes (densidade: 87,1 hab./km²).